# الصابر (المحويت)

تعديل مصدري - تعديل

الصابر هي إحدى قرى عزلة طحــامــة بمديرية المحويت التابعة لمحافظة المحويت، بلغ تعداد سكانها 115 نسمة حسب تعداد اليمن لعام 2004.